# Femke Heemskerk
Frederike Johanna Maria (Femke) Heemskerk (Roelofarendsveen, 21 september 1987) is een Nederlandse voormalig top-zwemster.
Heemskerk is haar carrière begonnen in haar geboorteplaats bij Z&PC Alkemade. Al snel verhuisde ze naar De Zijl-LGB in Leiden, de stad waar ze haar middelbareschooltijd doorbracht op het Bonaventura College. Bij De Zijl heeft ze lang gezwommen totdat ze de overstap maakte naar het Nationaal Zweminstituut Amsterdam, waar ze trainde onder leiding van Martin Truijens. Van 2010 tot en met 2012 maakte ze deel uit van de trainingsgroep van CN Marseille onder leiding van Romain Barnier. Van november 2012 tot september 2015 trainde ze in Eindhoven onder Marcel Wouda. In september 2015 ging ze in Frankrijk trainen bij Philippe Lucas. In januari 2017 keerde ze terug in de trainingsgroep van Wouda. In oktober 2021 gaf ze aan te gaan stoppen met topsport, en zich te gaan concentreren op een maatschappelijke carrière buiten de sport.

## Carrière
Bij haar internationale debuut, op de wereldkampioenschappen zwemmen 2005 in Montreal, zwom Heemskerk samen met Chantal Groot, Hinkelien Schreuder en Marleen Veldhuis in de series, in de finale werd ze vervangen door Inge Dekker die samen met Groot, Schreuder en Veldhuis op de vierde plaats eindigde. Op de 4x200 meter vrije slag werd ze samen met Inge Dekker, Haike van Stralen en Celina Lemmen uitgeschakeld in de series. Tijdens de Europese kampioenschappen kortebaanzwemmen 2005 in Triëst strandde de Nederlandse in de halve finales van de 100 meter wisselslag en in de series van de 200 meter vrije slag.
Op de Europese kampioenschappen zwemmen 2006 in Boedapest werd Heemskerk uitgeschakeld in de series van zowel de 100 als de 200 meter vrije slag. Samen met Hinkelien Schreuder, Chantal Groot en Ranomi Kromowidjojo zwom ze in de series van de 4x100 meter vrije slag, in de finale veroverden Kromowidjojo en Groot samen met Inge Dekker en Marleen Veldhuis de zilveren medaille. Voor haar aandeel in de series werd Heemskerk beloond met de zilveren medaille. Op de 4x200 meter vrije slag strandde ze samen met Linda Bank, Rieneke Terink en Manon van Rooijen in de series. In Helsinki nam de Nederlandse deel aan de Europese kampioenschappen kortebaanzwemmen 2006, op dit toernooi werd ze uitgeschakeld in de series van zowel de 200 meter vrije slag als de 200 meter wisselslag. Samen met Saskia de Jonge, Ranomi Kromowidjojo en Chantal Groot vormde ze een team in de series van de 4x50 meter vrije slag, in de finale sleepten De Jonge en Groot samen met Inge Dekker en Marleen Veldhuis de zilveren medaille in de wacht. Voor haar inspanningen in de series ontving Heemskerk eveneens de zilveren medaille.
Tijdens de Wereldkampioenschappen zwemmen 2007 in Melbourne legde Heemskerk samen met Inge Dekker, Ranomi Kromowidjojo en Marleen Veldhuis beslag op het brons op de 4x100 meter vrije slag, samen met Inge Dekker, Manon van Rooijen en Linda Bank eindigde ze als achtste op de 4x200 meter vrije slag. Op de Europese kampioenschappen kortebaanzwemmen 2007 in Debrecen eindigde de Nederlandse als zesde op de 100 meter vrije slag, op de 200 meter vrije slag werd ze uitgeschakeld in de series. Op de 4x50 meter vrije zwom ze samen met Saskia de Jonge, Ranomi Kromowidjojo en Chantal Groot in de series, in de finale legde Kromowidjojo samen met Inge Dekker, Hinkelien Schreuder en Marleen Veldhuis beslag op de Europese titel. Voor haar aandeel in de series werd Heemskerk beloond met de gouden medaille.
In Eindhoven nam Heemskerk deel aan de Europese kampioenschappen zwemmen 2008, op dit toernooi strandde ze in de series van zowel de 200 meter vrije slag als de 200 meter wisselslag. Samen met Inge Dekker, Ranomi Kromowidjojo en Marleen Veldhuis veroverde ze de Europese titel op de 4x100 meter vrije slag, het kwartet verbeterde tevens het wereldrecord. In dezelfde opstelling als op de 4x100 meter vrije slag eindigde ze als vierde op de 4x200 meter vrije slag. Op de 4x100 meter wisselslag zwom ze samen met Hinkelien Schreuder, Jolijn van Valkengoed en Chantal Groot in de series, in de finale sleepten Schreuder en Van Valkengoed samen met Inge Dekker en Marleen Veldhuis de bronzen medaille in de wacht. Voor haar inspanningen in de series ontving Heemskerk eveneens de bronzen medaille. Tijdens de wereldkampioenschappen kortebaanzwemmen 2008 in Manchester legde Heemskerk, op de 200 meter vrije slag, beslag op de zilveren medaille, op de 100 meter wisselslag eindigde ze op de vijfde plaats. Samen met Hinkelien Schreuder, Inge Dekker en Marleen Veldhuis veroverde ze de wereldtitel op de 4x100 meter vrije slag, op de 4x200 meter vrije slag sleepte ze samen met Inge Dekker, Marleen Veldhuis en Ranomi Kromowidjojo de wereldtitel in de wacht. Haar grootste succes behaalde ze op de Olympische Zomerspelen 2008 in Peking door goud te winnen met de estafette 4x100 meter vrije slag. Samen met haar teamgenotes Inge Dekker, Ranomi Kromowidjojo en Marleen Veldhuis finishte ze in 3.33,76. Hiermee waren ze 0,57 sneller dan de Amerikaanse estafetteploeg en 1,29 dan de Australische estafetteploeg. De reserves Manon van Rooijen en Hinkelien Schreuder, die in de series zwommen, deelden eveneens mee in de gouden vreugde. Individueel werd ze uitgeschakeld in de series van de 200 meter wisselslag. Samen met Ranomi Kromowidjojo, Saskia de Jonge en Manon van Rooijen strandde ze in de series van de 4x200 meter vrije slag, op de 4x100 meter wisselslag werd ze samen met Jolijn van Valkengoed, Inge Dekker en Ranomi Kromowidjojo uitgeschakeld in de series. Op de Europese kampioenschappen kortebaanzwemmen 2008 in Rijeka veroverde Heemskerk de zilveren medaille op de 200 meter vrije slag, daarnaast eindigde ze als vijfde op de 100 meter wisselslag en strandde ze in de series van de 100 meter vrije slag.

### 2009-2021
Op de wereldkampioenschappen 2009 in Rome won ze weer goud met de estafette 4x100 meter vrije slag. Met dezelfde teamgenotes als bij de Olympische Zomerspelen in Peking finishten ze in de nieuwe wereldrecordtijd van 3.31,72. Met het goud van Rome maakten de dames ook hun gouden estafettekwartet (Grand Slam) vol, want na het Europees goud, olympisch goud en het goud van de WK korte baan is het goud van Rome het vierde goud op de 4x100 vrij, hetgeen een unieke prestatie is. Individueel werd ze uitgeschakeld in de halve finales van de 200 meter vrije slag, samen met Lia Dekker, Inge Dekker en Ranomi Kromowidjojo eindigde ze als vijfde op de 4x100 meter wisselslag. Op de 4x200 meter vrije slag werd ze samen met Saskia de Jonge, Inge Dekker en Chantal Groot uitgeschakeld in de series. In Istanboel nam de Nederlandse deel aan de Europese kampioenschappen kortebaanzwemmen 2009. Op dit toernooi legde ze beslag op de bronzen medaille op de 200 meter vrije slag, op de 100 meter vrije slag strandde ze in de series.
Tijdens de Europese kampioenschappen zwemmen 2010 in Boedapest sleepte Heemskerk de bronzen medaille in de wacht op de 100 meter vrije slag, op de 200 meter vrije slag eindigde ze op de zevende plaats. Samen met Saskia de Jonge, Ilse Kraaijeveld en Elise Bouwens eindigde ze als zesde op de 4x100 meter vrije slag. In september 2010 sloot ze zich samen met Inge Dekker aan bij de trainingsgroep van Romain Barnier in Marseille. In Eindhoven nam de Nederlandse deel aan de Europese kampioenschappen kortebaanzwemmen 2010, op dit toernooi veroverde ze de Europese titel op de 200 meter vrije slag en behaalde ze het zilver op de 100 meter vrije slag. Op de 4x50 meter vrije slag legde ze samen met Inge Dekker, Hinkelien Schreuder en Ranomi Kromowidjojo beslag op de Europese titel. Samen met Tessa Brouwer, Ranomi Kromowidjojo en Marleen Veldhuis zwom ze in de series van de 4x50 meter wisselslag, in de finale sleepte Kromowidjojo samen met Hinkelien Schreuder, Moniek Nijhuis en Inge Dekker de Europese titel in de wacht. Voor haar inspanningen in de series ontving Heemskerk eveneens de gouden medaille. Op de wereldkampioenschappen kortebaanzwemmen 2010 in Dubai veroverde Heemskerk de zilveren medaille op de 100 meter vrije slag, daarnaast werd ze uitgeschakeld in de series van de 200 meter vrije slag. Op de 4x100 meter vrije slag legde ze samen met Inge Dekker, Hinkelien Schreuder en Ranomi Kromowidjojo beslag op de wereldtitel.
Tijdens de wereldkampioenschappen zwemmen 2011 in Shanghai eindigde de Nederlandse als vierde op de 100 meter vrije slag en als zevende op de 200 meter vrije slag, op beide afstanden nomineerde ze zich voor de Olympische Zomerspelen 2012 in Londen. Samen met Inge Dekker, Ranomi Kromowidjojo en Marleen Veldhuis prolongeerde ze de wereldtitel op de 4x100 meter vrije slag, op de 4x100 meter wisselslag strandde ze samen met Moniek Nijhuis, Inge Dekker en Maud van der Meer in de series.
In Londen nam Heemskerk deel aan de Olympische Zomerspelen 2012. Op dit toernooi veroverde ze samen met Inge Dekker, Marleen Veldhuis en Ranomi Kromowidjojo de zilveren medaille op de 4x100 meter vrije slag. Individueel strandde ze in de halve finales van de 100 meter vrije slag, nadat ze zich eerder had afgemeld voor de 200 meter vrije slag. Op de 4x100 meter wisselslag zwom ze samen met Sharon van Rouwendaal, Moniek Nijhuis en Inge Dekker in de series, in de finale eindigden Van Rouwendaal, Nijhuis en Dekker samen met Ranomi Kromowidjojo op de zesde plaats.
Tijdens de Wereldkampioenschappen kortebaanzwemmen 2014 in Doha won Heemskerk de 100m vrije slag voor Sjöström en Ranomi Kromowidjojo. Ook won ze  de 4 x 200m vrije slag samen met Inge Dekker, Ranomi Kromowidjojo en slotzwemster Sharon van Rouwendaal en de 4 x 100m vrije slag samen met Inge Dekker, Maud van der Meer en Ranomi Kromwidjojo.
In oktober 2021 kondigde zij haar afscheid aan.

## Persoonlijk
Ze heeft sinds 2021 een relatie met schrijfster Maartje Wortel.

## Resultaten

### Internationale toernooien
| Jaar  | Olympische Spelen                                                                               | WK langebaan | WK kortebaan | EK langebaan | EK kortebaan                                                                                             |
| ----- | ----------------------------------------------------------------------------------------------- | --- | --- | --- | --- |
| 2005  |                                                                                                 | 4e 4x100m vrije slag Heemskerk zwom enkel de series 11e 4x200m vrije slag                                                                       | | | 13e 200m vrije slag 14e 100m wisselslag                                                                  |
| 2006  |                                                                                                 | | geen deelname | 20e 100m vrije slag · 20e 200m vrije slag · 4x100m vrije slag · Heemskerk zwom enkel de series · 11e 4x200m vrije slag                   | 17e 200m vrije slag · 18e 200m wisselslag · 4x50m vrije slag · Heemskerk zwom enkel de series            |
| 2007  |                                                                                                 | 4x100m vrije slag · 8e 4x200m vrije slag | | | 6e 100m vrije slag · 10e 200m vrije slag · 4x50m vrije slag · Heemskerk zwom enkel de series             |
| 2008  | 28e 200m wisselslag · 4x100m vrije slag · 11e 4x200m vrije slag · 13e 4x100m wisselslag         | | 200m vrije slag · 5e 100m wisselslag · 4x100m vrije slag · 4x200m vrije slag                                                                                       | 10e 200m vrije slag · 9e 200m wisselslag · 4x100m vrije slag · 4e 4x200m vrije slag · 4x100m wisselslag · Heemskerk zwom enkel de series | 18e 100m vrije slag · 200m vrije slag · 5e 100m wisselslag                                               |
| 2009  |                                                                                                 | 11e 200m vrije slag · 4x100m vrije slag · 10e 4x200m vrije slag · 5e 4x100m wisselslag                                                          | | | 21e 100m vrije slag · 200m vrije slag                                                                    |
| 2010  |                                                                                                 | | 100m vrije slag · 9e 200m vrije slag · 4x100m vrije slag | 100m vrije slag · 7e 200m vrije slag · 6e 4x100m vrije slag                                                                              | 100m vrije slag · 200m vrije slag · 4x50m vrije slag · 4x50m wisselslag · Heemskerk zwom enkel de series |
| 2011  |                                                                                                 | 4e 100m vrije slag · 7e 200m vrije slag · 4x100m vrije slag · 11e 4x100m wisselslag                                                             | | | geen deelname                                                                                            |
| 2012  | 11e 100m vrije slag · 4x100m vrije slag · 6e 4x100m wisselslag · Heemskerk zwom enkel de series | | geen deelname | geen deelname | geen deelname                                                                                            |
| 2013  |                                                                                                 | 5e 100m vrije slag · 4x100m vrije slag | | | |
| 2014  |                                                                                                 | | 100m vrije slag · 200m vrije slag · 4x50m vrije slag · 4x100m vrije slag · 4x200m vrije slag                                                                       | 100m vrije slag · 200m vrije slag · 4x100m vrije slag · 4e 4x100m wisselslag                                                             | |
| 2015  |                                                                                                 | 5e 100m vrije slag · 8e 200m vrije slag · 4x100m vrije slag · 4x100m vrije slag gemengd                                                         | | | 200m vrije slag · 4x50m vrije slag ·                                                                     |
| 2016  | 4e 4x100m vrije slag 16e 200m vrije slag 20e 100m vrije slag                                    | | geen deelname | 4x100m vrije slag · 100m vrije slag · 4x200m vrije slag · 200m vrije slag                                                                | |
| 2017  |                                                                                                 | 4x100m vrije slag · 9e 200m vrije slag · 7e 4x200m vrije slag · 4x100m vrije slag gemengd                                                       | | | 4x50m wisselslag gemengd · 5e 100m vrije slag · 4x50m vrije slag · 200m vrije slag · 4e 4x50m wisselslag |
| 2018  |                                                                                                 | | 50m vrije slag · 100m vrije slag · 200m vrije slag · 4x50m vrije slag · 4x100m vrije slag · 4x50m wisselslag · 4x50m vrije slag gemengd · 4x50m wisselslag gemengd | 4x100m vrije slag · 200m vrije slag · 100m vrije slag · 4x100m vrije slag gemengd · 5e 4x100m wisselslag ·                               | |
| 2019  |                                                                                                 | 10e 50m vrije slag 6e 100m vrije slag 4e 4×100 m vrije slag 10e 4×100 m wisselslag 6e 4×100 m vrije slag gemengd DSQ 4×100 m wisselslag gemengd | | | 4×50m wisselslag gemengd · 100m vrije slag · 4x50m vrije slag · 200m vrije slag ·                        |
| 2020* | 4e 4x100m vrije slag 6e 100m vrije slag 6e 4×100m wisselslag gemengd 10e 4×100m wisselslag      | | geen deelname | 4x100m vrije slag · 5e 50m vrije slag · 4×100m wisselslag gemengd · 100m vrije slag · 4×100m vrije slag gemengd ·                        | |

 *) De internationale toernooien die in 2020 zouden plaatsvinden werden vanwege de coronapandemie uitgesteld tot 2021.

### Nederlandse kampioenschappen zwemmen
| Jaar | NK langebaan                                                                                                  | NK kortebaan                                                                         |
| ---- | --- | ------------------------------------------------------------------------------------ |
| 2006 | 100m vrije slag · 200m vrije slag · 400m vrije slag · 50m vlinderslag · 7e 100m vlinderslag · 200m wisselslag | geen deelname                                                                        |
| 2007 | 4e 100m vrije slag · 200m vrije slag · 400m vrije slag · 200m wisselslag                                      | 200m wisselslag                                                                      |
| 2008 | 4e 100m vrije slag · 200m vrije slag · 200m wisselslag                                                        | 100m vrije slag · 200m vrije slag · 200m rugslag · 200m wisselslag · 400m wisselslag |
| 2009 | 100m vrije slag · 200m vrije slag · 400m vrije slag                                                           | 100m vrije slag · 200m vrije slag                                                    |
| 2010 | 50m vrije slag · 100m vrije slag · 200m vrije slag · 200 m rugslag                                            | geen deelname                                                                        |
| 2011 | geen deelname                                                                                                 | 5e 50m vrije slag · 100m vrije slag · 200m vrije slag · 400m vrije slag              |
| 2012 | geen deelname                                                                                                 | geen deelname                                                                        |
| 2013 | 50m vrije slag · 100m vrije slag · 200m vrije slag · 400m vrije slag                                          |                                                                                      |

## Persoonlijke records
Bijgewerkt tot en met 9 april 2021

### Kortebaan
| Afstand         | Tijd       | Datum             | Plaats     |
| --------------- | ---------- | ----------------- | ---------- |
| 50m vrije slag  | 23,67      | 4 oktober 2018    | Boedapest  |
| 100m vrije slag | 51,28      | 17 november 2018  | Singapore  |
| 200m vrije slag | NR 1.51,69 | 7 december 2014   | Doha       |
| 400m vrije slag | 4.00,03    | 4 oktober 2018    | Boedapest  |
| 800m vrije slag | 8.33,00    | 17 november 2018  | Singapore  |
| 50m rugslag     | 27,13      | 5 december 2010   | Chartres   |
| 100m rugslag    | 57,72      | 31 oktober 2010   | Berlijn    |
| 200m rugslag    | 2.03,51    | 9 november 2014   | Tilburg    |
| 100m wisselslag | 58,69      | 28 september 2018 | Eindhoven  |
| 200m wisselslag | NR 2.06,69 | 21 november 2014  | Kopenhagen |
| 400m wisselslag | 4.33,88    | 17 oktober 2014   | Aken       |

### Langebaan
| Afstand         | Tijd       | Datum         | Plaats      |
| --------------- | ---------- | ------------- | ----------- |
| 50m vrije slag  | 24,28      | 9 april 2021  | Eindhoven   |
| 100m vrije slag | NR 52,69   | 5 april 2015  | Eindhoven   |
| 200m vrije slag | NR 1.54,68 | 3 april 2015  | Eindhoven   |
| 50m rugslag     | 28,26      | 27 maart 2011 | Straatsburg |
| 100m rugslag    | 1.00,03    | 11 maart 2011 | Amsterdam   |
| 200m rugslag    | 2.09,14    | 23 maart 2011 | Straatsburg |
| 200m wisselslag | NR 2.10,21 | 10 april 2014 | Eindhoven   |

1912: Moore, Fletcher, Speirs, Steer ·
1920: Woodbridge, Schroth, Guest, Bleibtrey ·
1924: Donnelly, Ederle, Lackie, Wehselau ·
1928: Lambert, Osipowich, Saville, Norelius ·
1932: Johns, Saville, McKim, Madison ·
1936: Selbach, Wagner, den Ouden, Mastenbroek ·
1948: Corridon, Kalama, Helser, Curtis ·
1952: I. Novák, Temes, É. Novák, Szőke ·
1956: Fraser, Leech, Morgan, Crapp ·
1960: Spillane, Stobs, Wood, von Saltza ·
1964: Stouder, de Varona, Watson, Ellis ·
1968: Barkman, Gustavson, Pedersen, Henne ·
1972: Babashoff, Barkman, Kemp, Neilson ·
1976: Peyton, Sterkel, Babashoff, Boglioli ·
1980: Krause, Metschuck, Diers, Hülsenbeck ·
1984: Johnson, Steinseifer, Torres, Hogshead ·
1988: Otto, Meißner, Hunger, Stellmach ·
1992: Haislett, Martino, Thompson, Torres ·
1996: Martino, Van Dyken, Fox, Thompson ·
2000: Van Dyken, Shealy, Thompson, Torres ·
2004: Mills, Lenton, Thomas, Henry ·
2008: Dekker, Kromowidjojo, Heemskerk, Veldhuis ·
2012: Coutts, C. Campbell, Elmslie, Schlanger ·
2016: McKeon, Elmslie, B. Campbell, C. Campbell ·
2020: B. Campbell, Harris, McKeon, C. Campbell ·
2024: O'Callaghan, Jack, McKeon, Harris